# Antiblemma octalis
Antiblemma octalis là một loài bướm đêm trong họ Erebidae.